# Evald Mikson
Evald Mikson (später isländisch: Eðvald Hinriksson, * 29. Junijul. / 12. Juli 1911greg. in Tartu; † 27. Dezember 1993 in Reykjavík) war ein Torhüter in der estnischen Fußballnationalmannschaft zwischen 1934 und 1939 und stellvertretender Polizeichef der estnischen Hauptstadt Tallinn während des Zweiten Weltkriegs.
Am Ende des Krieges floh Mikson vor der heranrückenden roten Armee nach Schweden, wo er jedoch nach einer Anhörung von einem schwedischen Gericht als unerwünschte Person und Kriegsverbrecher betrachtet und abgewiesen wurde. 1946 wurde er in Halden in Norwegen auf ein Schiff nach Venezuela gebracht. Das Schiff lief jedoch an der isländischen Küste auf Grund, die Überlebenden wurden von Island aufgenommen. Die USA verweigerten Evald Mikson das beantragte Visum. Mikson blieb in Island und arbeitete als Physiotherapeut.
Mikson wurde vom Simon Wiesenthal Center (insbesondere von Efraim Zuroff) schwerer an Juden begangener Kriegsverbrechen bezichtigt. Nach ausländischem Druck und scharfen innenpolitischen Auseinandersetzungen leitete die isländische Regierung 1993 eine Untersuchung der Vorwürfe in die Wege. Mikson starb, bevor es zu einer Anklage kommen konnte.
Mikson war der Vater der Fußballspieler Jóhannes Eðvaldsson (1950–2021, u. a. Celtic Glasgow und Hannover 96) und Atli Eðvaldsson (1957–2019, u. a. Borussia Dortmund, Bayer 05 Uerdingen und Fortuna Düsseldorf, später auch Trainer der isländischen Fußballnationalmannschaft).

## Erfolge
- Estnische Fußballmeisterschaft: 1934, 1935, 1936, 1938, 1939